# Otto von Zwiedineck-Südenhorst
Otto von Zwiedineck-Südenhorst, född 24 februari 1871 i Graz, död där 4 augusti 1957, var en österrikisk nationalekonom; son till Hans von Zwiedineck-Südenhorst. 
Zwiedineck-Südenhorst var från 1921 professor vid Münchens universitet och utgav bland annat handboken Sozialpolitik (1911).